# پیوندهمگون

یک پیوندهمگون پیوند p-n.

پیوندهمگون یا هوموجانکشن (به انگلیسی: homojunction) خط اتصال بین دو لایه یا ناحیه از مواد نیم‌رسانای یکسان است. این مواد معمولاً شکاف انرژی یکسانی داشته اما میزان آلایش آنها متفاوت است. کاربردی‌ترین مورد این پیوندهمگون زمانی اتفاق می‌افتد که یک‌نیم‌رسانای نوع-n و نوع-p برای ساخت پیوند p-n اتصال داده می‌شود.